# باولو أنغيلي
باولو أنغيلي (بالإيطالية: Paolo Angeli)‏ هو موسيقي تجريبي ‏ إيطالي، ولد في 14 نوفمبر 1970 في ساساري في إيطاليا.

## وصلات خارجية
- باولو أنغيلي على موقع ميوزك برينز (الإنجليزية)
- باولو أنغيلي على موقع أول ميوزيك (الإنجليزية)
- باولو أنغيلي على موقع ديسكوغز (الإنجليزية)

- الموقع الرسمي